# Nomiza
"Nomiza" (alfabeto grego: Νόμιζα, tradução portuguesa: "Eu acreditei") foi a canção que representou Chipre no Festival Eurovisão da Canção 2000 que teve lugar em Estocolmo.
A referida canção foi interpretada em grego e em italiano pelo duo Voice, constituído por Christina Argyri e Alexandros Panayi. Panayi tinha anteriormente representado Chipre no Festival Eurovisão da Canção 1995 com a canção "Sti Fotia". "Nomiza" foi a décima-primeira canção a ser interpretada na noite do festival, a seguir à canção da Bélgica, "Envie de vivre"  cantada por Nathalie Sorce  e antes da canção da Islândia  "Tell Me!". interpretada  por August & Telma. Terminou a competição em 21.º lugar, tendo recebido um total de 8 pontos. Devido à fraca classificação, Chipre não participaria no ano seguinte, 2001, mas regressaria em 2002 com a canção "Gimme", interpretada pela banda One

## Autores
- Letrista: Alexandros Panayi,
Silvia M. Klemm
- Compositor: Alexandros Panayi

## Letra
A canção é um dueto de amor, com os cantores declarando que eles tinham acreditado que cada um deles iria encontrar uma maneira para se unirem, apesar dos probleams que eles enfrentavam.

## Outras versões
O duo gravou uma versão exclusivamente em grego e outra inteiramente em língua italiana.
- "Nomiza" (grego)
- "Rosso vivo" (italiano)
- 1.ª versão karaoke
- 2.ª versão karaoke